# Claridad (periódico)
Claridad fue un periódico español editado en Madrid durante el periodo republicano. Representaba al ala más a la izquierda del socialismo español, la facción caballerista, y uno de sus impulsores fundamentales fue Luis de Araquistáin. Fue fundado el 13 de julio de 1935 y desapareció en 1939, con la derrota republicana en la guerra civil española.

## Semanario
Claridad fue fundado como semanario, con el subtítulo Semanario de crítica e información, como órgano de expresión del ala caballerista del socialismo (dado que El Socialista estaba controlado por la ejecutiva del PSOE, en mano de la corriente centrista liderada por Indalecio Prieto) y en respuesta a la aparición de Democracia, publicación impulsada por Julián Besteiro. Su primer director fue el periodista Carlos de Baraibar. La iniciativa se desarrolló gracias a la ayuda financiera que le prestó el Fondo Especial Revolucionario, constituido clandestinamente para asegurar los recursos financieros destinados a la preparación y organización de un movimiento revolucionario. Fue editado como semanario, desde julio de 1935 a marzo de 1936.
El periódico se imprimía en las rotativas de la empresa Nueva Editorial, que había quebrado recientemente pero contaba con un moderno equipo de impresión.

## Diario
Tras la victoria del Frente Popular en las elecciones de 1936, pasa en abril a ser diario, con el subtítulo Diario de la Noche, bajo la dirección de Luis de Araquistain y la subdirección de Carlos de Baraibar. En 1937, tras ser intervenido en tiempo de guerra, se convirtió en el órgano oficial de la UGT. En la etapa de 1937 a 1939 fueron directores, por un corto período de tiempo, Carlos Hernández Zancajo, sustituido por Isidro R. Mendieta, exredactor de El Socialista, y tras la pérdida de Asturias Javier Bueno, exdirector del Avance de Oviedo. A pesar de ser el portavoz del caballerismo, nunca tuvo grandes tiradas.
Mantuvo su periodicidad hasta el final de la Guerra Civil. Los sindicatos verticales se incautaron de sus instalaciones para publicar su órgano de expresión, el diario Pueblo. El último número apareció, ya en el exilio, en marzo de 1940.

## Tras el retorno de la democracia
Editada por la Comisión Ejecutiva Confederal de la UGT y coordinada por Enrique Uldemolins comenzó una nueva época en mayo-junio de 1984 y se extiende hasta abril de 1990 a través de 36 números de carácter bimestral. En el invierno de 2004 reaparece como Revista Trimestral de Pensamiento y Análisis.